# Calle 143 Este–Calle St. Mary (línea Pelham)
Calle 143 Este–Calle de St. Mary es una estación en la línea Pelham del Metro de Nueva York de la División A del Interborough Rapid Transit Company. La estación se encuentra localizada en el barrio Mott Haven, Bronx y entre la Calle 143 Este o conocida como Calle de St. Mary y Southern Boulevard. La estación es servida en varios horarios por diferentes trenes del servicio .